# Laura Lang
Laura Lang é a ex-CEO da Time Inc. Ela foi CEO da Digitas, uma agência global de marcas integradas de 2008 a 2012.

## Carreira
Lang foi criada em Warwick, Rhode Island. Ela se formou na Tufts University e recebeu um MBA em finanças pela Wharton School, da Universidade da Pensilvânia. Ela começou sua carreira no lado do cliente, em gerenciamento de produtos e marcas na Quaker Oats Co., Bristol-Myers e Pfizer Pharmaceutical Co. Ela então passou algum tempo como vice-presidente sênior/gerente de grupo na Yankelovich Clancy Shulman. Depois disso, atuou como presidente da Marketing Corp. of America, onde fez consultoria estratégica para clientes nos setores de varejo, eletrônicos e informações, entretenimento, viagens e jogos.
Em 1999, ela ingressou na Digitas e dirigiu o escritório da empresa em Nova York por vários anos. Ela se tornou CEO da Digitas North America, em 2004, e depois CEO global, em 2008. Sob a liderança de Lang, a Digitas dobrou sua receita de novos negócios em 2008 e ampliou os relacionamentos com alguns de seus principais clientes.
Em 2007, a Advertising Age nomeou Lang como uma de suas "Mulheres em quem prestar atenção". Lang também fez parte da lista "Who's Who" da BtoB Magazine em 2006, 2007, e 2009. Ela atualmente faz parte do conselho consultivo do Tufts University Entrepreneurial Leadership Program, do Conselho de Administração da Benchmark Electronics, e do Conselho de Administração da Nutrisystem. Ela também co-preside “The One Hundred”, um comitê dedicado a aumentar a conscientização e os fundos para o Massachusetts General Hospital Cancer Center.

## Reconhecimento
Em 2012, a Forbes nomeou Lang uma das 20 mulheres de negócios mais influentes do mundo.